# げろたん
げろたんは、日本の漫画家。商業誌で活躍する一方で、同人活動も精力的に行っている。

## 作品

### コミックス
- 『おふろのともだち フロバディ』（コミック・ダンガン、ホビージャパン、2013年12月27日）ISBN 978-4798607269

### 連載作品
- 超生徒会長シェリル（マクロスエース）
- まきなぷれしゃす!（週2コミック! ゲッキン）